# Giovanni Angelo Del Maino

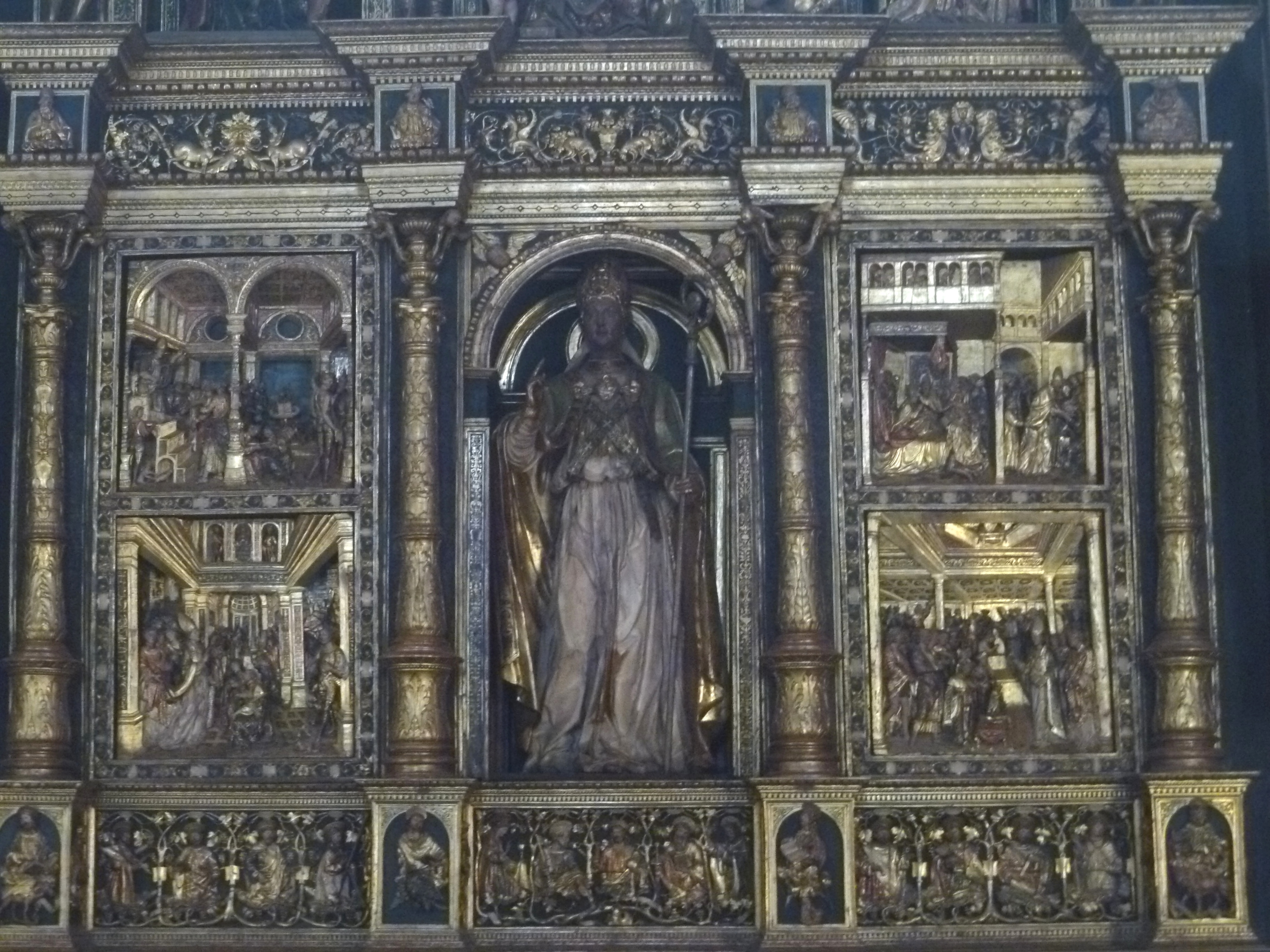
Altare di Sant'Abbondio del 1514, Duomo di Como

Giovan Angelo Del Maino (attivo a Pavia tra il 1496 ed il 1536; Milano?, 1475 circa – ...) è stato uno scultore, intagliatore del legno italiano, esponente di primo piano nel campo della scultura lignea nel ducato di Milano all’inizio del XVI secolo.

## Vita ed opere
Nacque probabilmente a Milano verso il 1470 da Giacomo Del Maino, magister a lignamine, che dirigeva una delle principali botteghe milanesi di produzione lignea di arredi sacri. Cresciuto, assieme al fratello Tiburzio, presso la bottega paterna, Giovanni Angelo assorbì presto le molteplici capacità tecniche necessarie per realizzare la vasta gamma di arredi sacri richiesti agli artisti del legno (stalli dei cori, struttura architettoniche e statue per ancone d'altare, gruppi scultorei, rilievi scolpiti, crocifissi, ecc.) e mutuò dal padre un linguaggio artistico vigorosamente espressivo, un po' aspro e tagliente, non privo di suggestioni nordiche. Giacomo decise di trasferire la sua bottega a Pavia, attratto forse dalle importanti commesse per le decorazioni della Certosa grazie ai contatti con l'Amadeo.
Nel 1496 anche i suoi due figli sono registrati per la prima volta a Pavia come maestri del legno. A quella data Giacomo manteneva la direzione della bottega: le prime opere nelle quali si comincia ad osservare il maggior talento artistico di Giovan Angelo sono frutto di una stretta collaborazione col padre, come ad esempio avviene nell'imponente Ancona di Santo Stefano nella Basilica di San Michele Maggiore a Pavia e nel Crocifisso nella collegiata di San Giovanni Battista (monumento nazionale) a Castel San Giovanni.
Ben presto, tuttavia, il giovane Giovan Angelo iniziò a ricercare una dimensione autonoma e si trovò a misurarsi con le apprezzate novità del classicismo lombardo, in specie con le sculture di Briosco e del Bambaja. Testimonianze di uno stile ormai rinnovato, più morbido ed attento ai dettagli esecutivi - quasi a voler competere con la lavorazione del marmo - si hanno nel rilievo con le figure del Compianto sul Cristo morto (1500-1505), ora a Berlino; poi nel Presepe della collegiata di San Martino e Santa Maria Assunta a Treviglio non distante cronologicamente dalla frammentaria Crocifissione nella casa parrocchiale di Albate, e nel Duomo di Como dall'esuberante apparato decorativo dell'altare di Sant'Abbondio del 1514 e dell'altare del Crocifisso del 1515. In quest'ultima opera, l'adozione di sfarzose decorazioni a grottesche, secondo un gusto importato da Roma, ha fatto pensare ad un suo viaggio romano (di cui tuttavia non si ha documentazione). Si deve tuttavia ricordare che, a quella data, la "cultura delle grottesche" aveva già, in pittura, numerosi adepti, come Stefano Scotto e Gaudenzio Ferrari.
L'altare del Duomo di Como dovette conferire grande prestigio e notorietà alla bottega di Giovanni Angelo; in essa operava anche il fratello Tiburzio. Molte sono le opere frutto di collaborazione tra i due fratelli, nelle quali si riesce in qualche modo a distinguere la mano dell'uno e dell'altro, ad esempio nel Compianto uscito dalla loro bottega intorno al 1510 è collocato nella chiesa di Santa Marta a Bellano (opera nella quale sembra prevalere l'impronta del fratello Tiburzio, meno aggiornata sui modi del classicismo lombardo). La bottega dei due fratelli divenne il principale punto di riferimento della scultura lignea nelle terre del ducato milanese.

Tra le opere di maggior rilievo nella fase successiva dell'attività di Giovan Angelo si possono citare: l'ancona d'altare nel Santuario dell'Assunta a Morbegno (1516-1519), dorata e dipinta da Gaudenzio Ferrari e Fermo Stella; il rilievo con lo Sposalizio della Vergine al Museo Poldi Pezzoli a Milano, forse parte dell'ancona del Santuario della Madonna di Tirano; il maestoso altare con la scena della  Crocifissione che sormonta una predella intagliata con la scena della Natività proveniente da Piacenza e ora conservato a Londra, al Victoria and Albert Museum;  l'ancona della chiesa di S. Lorenzo ad Ardenno (1540).

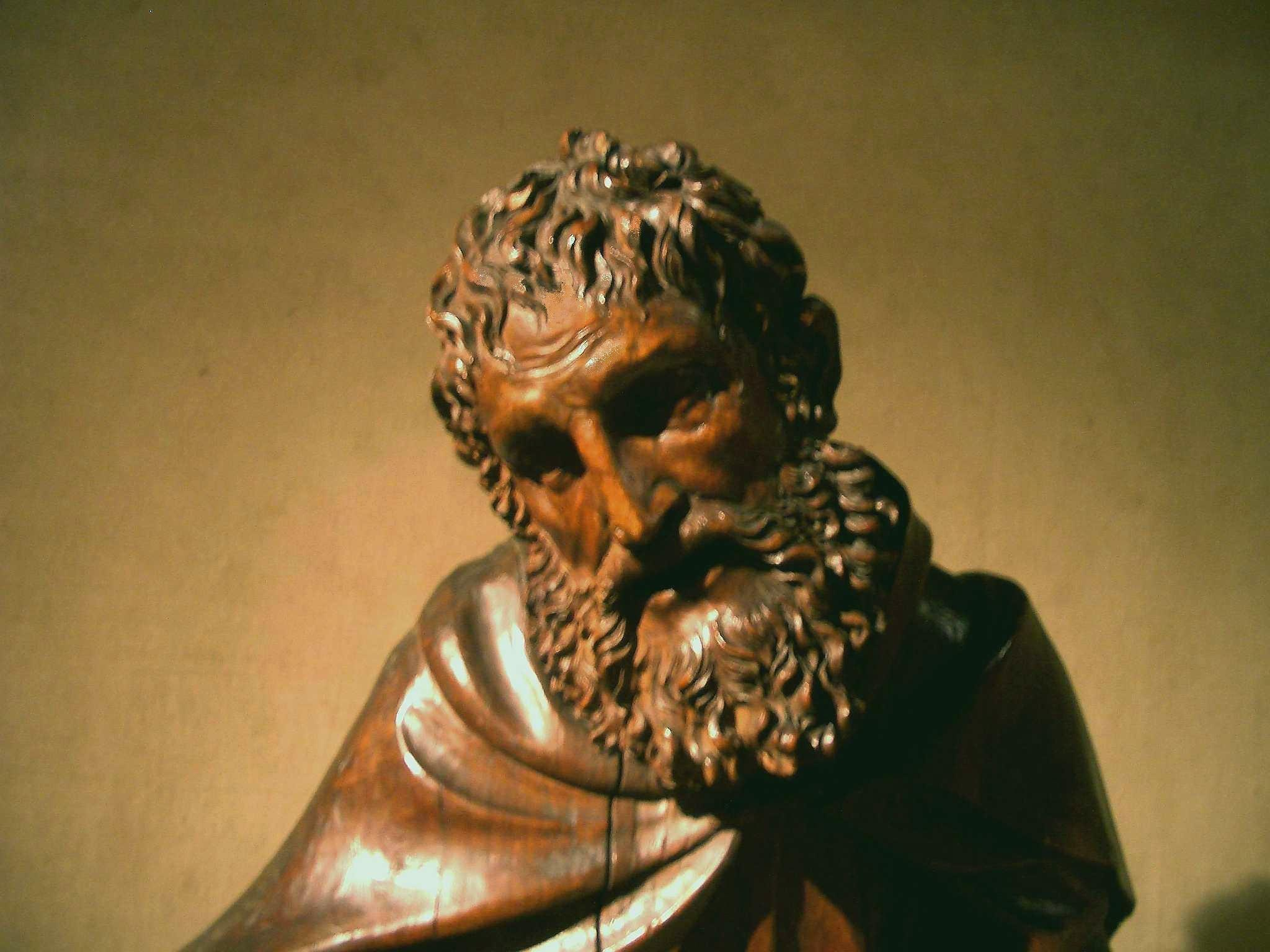
G.A. Del Maino, Nicodemo (statua proveniente da un Compianto smembrato), legno, ca. 1518, Milano, Castello Sforzesco, Civiche raccolte d'Arte Applicata

Tra le sue opere maggiori si deve altresì menzionare il Compianto nella chiesa di San Paolo a Gambolò degli anni (1532-1536), ove le sei figure, a grandezza naturale, che partecipano al lamento funebre si lasciano ammirare per la leonardesca attenzione alle emozioni espresse dai volti e per la finissima resa dei panneggi degli abiti vivacemente colorati. I gruppi scultorei raffiguranti il Compianto sul Cristo morto erano particolarmente popolari in Lombardia e costituirono fonte di numerose commesse per i Del Maino: un altro Compianto uscito dalla loro bottega è quello della chiesa di Santa Marta a Bellano (opera nella quale sembra prevalere l'impronta del fratello Tiburzio, meno aggiornata sui modi del classicismo lombardo), mentre statue derivanti da Compianti mutili eseguite da Giovan Angelo si trovano nella chiesa di San Martino a Cuzzago e nelle Civiche raccolte d'arte applicata del Castello Sforzesco di Milano.